# توماس وليامز (رجل أعمال)
توماس وليامز (بالإنجليزية: Thomas Williams)‏ هو شخصية أعمال ومهندس نيوزيلندي، (و. 1846  م).